# Judenrat
Judenrat (plural: Judenräte; ‘asamblea judía’ en idioma alemán) es el nombre que recibían los consejos judíos de gobierno de los guetos establecidos por los nazis en varios lugares, en especial dentro del territorio del Gobierno General de Polonia, la parte ocupada pero no anexionada por Alemania.

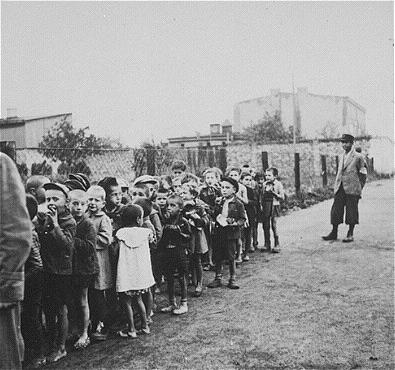
Vigilados por la policía del Judenrat, un grupo de niños del gueto de Łódź hace cola para embarcar en el tren que les llevará al campo de exterminio de Chelmno.

Tuvieron diferentes denominaciones según el Judenrat de que se tratara. Para su formación, los nazis localizaban a algún judío prominente, en general algún antiguo cargo electo, un presidente de una asociación judía o un rabino, y le encargaban la formación del Consejo, formado por doce miembros en los guetos de menos de 10 000 habitantes y por veinticuatro si superaban esa cantidad. Los presidentes así nombrados por los nazis llamaban a formar parte del Consejo a otros antiguos dirigentes judíos, aunque se cuidaban de excluir a quienes pudieran irritar a los alemanes: rabinos ortodoxos, comunistas o socialistas, entre otros.  
Los Judenräte tenían a su cargo a toda la población de un gueto, debían mantener el orden (a través de cuerpos propios: la Policía Judía), cumplir y hacer cumplir las directrices alemanas. Los consejos censaban a la población judía, inventariaban sus bienes para facilitar su confiscación por los nazis, elaboraban las listas de quienes debían ser deportadas hacia los campos de exterminio, las conducían hacia los lugares de embarque y perseguían a quienes huían o se escondían. Cumplían con celo puntual las instrucciones, ya que los miembros del Judenrat eran responsables de cualquier negligencia o desobediencia, y su presidente, nombrado como se ha dicho por los alemanes, recibía las instrucciones de un oficial de las SS encargado del gueto. 
Los Consejos judíos fueron una pieza esencial en el mecanismo del Holocausto, por lo que su labor -sobre la que existe abundante documentación- ha suscitado mucha polémica en la historiografía. Los investigadores actuales coinciden en señalar la habilidad de los nazis al hacer recaer el grueso de las tareas que condujeron a los judíos a su exterminio en los campos sobre los propios judíos (en los campos, estaban formados por judíos los Sonderkommandos que se encargaban de la eliminación física de los prisioneros y su incineración). Hay coincidencia en concluir que sin esta colaboración forzada, habría sido más difícil. El punto oscuro es cómo llegó a producirse una colaboración tan diligente. Quienes integraron los Judenräte disfrutaban de una inmunidad temporal a la deportación y en su proceder quizá influyera que las decisiones que llevaron a los judíos a la muerte fueron tomadas de manera paulatina, de modo que al formarse los guetos, en 1939, nadie, ni los nazis (excepto quizá los dirigentes), podía suponer que (en 1942) se optaría por el exterminio total. Se pensaba que los guetos eran el paso previo al reasentamiento de los judíos fuera de las fronteras del Reich (y de hecho, reasentamiento fue la palabra que se usó en los documentos oficiales incluso cuando se trataba ya del traslado a los campos de la muerte). Cuando las operaciones de exterminio empezaron, los Judenräte siguieron cooperando con los nazis, al parecer, según los relatos de los escasos supervivientes, convencidos de que la matanza no podría durar mucho y de que sacrificando a una parte de los judíos podría salvarse el resto; a medida que la Solución Final se prolongaba en el tiempo, siguieron colaborando para así retrasar la propia deportación y la de sus allegados, aunque no consiguieran ni esto último.
En algunos lugares, como el Gueto de Minsk, el Judenrat colaboraba con la resistencia judía clandestina.

## Judenrat destacados
Chaim Rumkowski (1877-1944) es quizá el más conocido miembro de un Judenrat. Gobernaba el gueto de Lodz (Polonia) como un dictador, fue un activo colaborador de los nazis; rodeado de una pompa regia, se hacía llamar Chaim I. En sus discursos abundaban expresiones como "mis judíos", "mi gueto", "mis fábricas". Murió en las cámaras de gas de Auschwitz.
Otro dirigente judío célebre fue Adam Czerniaków (1880-1942), presidente del gueto de Varsovia. Cuando los nazis le ordenaron preparar una deportación de varios miles de personas, se suicidó. Dejó escrito un diario.